# Iman
|  | No s'ha de confondre amb Imam. |

Iman (àrab: إيمان, īmān) és el terme utilitzat en la religió islàmica per al concepte de «fe» i es fa servir per referir-se a la força de convicció dels musulmans; el qui obté aquesta fe és anomenat un mumin. L'islam, com altres religions, implica una determinada «creença en l'invisible»; aquesta creença, que ha de ser una «convicció sense cap dubte possible», s'enumera a través de sis articles de fe o aqida i constitueix, junt amb els cinc pilars de l'islam, la base d'aquesta religió.
La fe és igualment una de les tres dimensions de la religió islàmica (o ad-din) constituïdes per les nocions de:
- islam (submissió a les lleis divines),
- iman (tenir fe en aquestes lleis),
- ihsan (harmonitzar-s'hi amb excel·lència).

Així, el pas següent a la submissió és l'adquisició de la fe, és a dir, el «compromís veritable» amb Déu; l'Alcorà (49:14) especifica que tenir-ne l'una no implica encara haver obtingut l'altra: «Digues [profeta]: “Vosaltres, no hi heu cregut mai, no hi creieu pas! Però digueu, més aviat: ‘Ens hem sotmès a l'islam!’. La fe encara no ha entrat en els vostres cors! (…)”.»